# ポケクリ!ケータイ小説放送局
『ポケクリ!ケータイ小説放送局』（ - しょうせつほうそうきょく）は、携帯小説ポータルサイト「ポケクリ」と連動し、携帯小説家を応援するラジオ番組。ラジオ大阪の1314 V-STATIONで2009年4月11日から7月4日まで毎週土曜23:00～23:30に放送されていた。また、アニメイトTVでもwebラジオとして毎週水曜日に過去4回のバックナンバーを配信していた。

## パーソナリティ
- 森久保祥太郎
- 寺島拓篤

## コーナー紹介
連載!森久保祥説太郎!
オープニング開始前に森久保が贈る、35歳のバツ1独身男性を主人公にした「本当にあった（森久保が体験した）出来事、の様な物語」のコーナー。毎週、森久保がスタジオに到着してから考えている模様。
エチュード
リスナーから、キャラクターと場所の設定と二人に言ってほしい台詞を募集し、即興で演じるコーナー。二人に言ってほしい台詞を両方言い終えない限り、コーナーを終了する事は出来ない。
素晴らしきケータイ小説ライフ
パーソナリティーの二人に、携帯小説の素晴らしさを教えるコーナー。
連続ラジオドラマ『楽園のうた』
現在『ポケクリ』で連載中の携帯小説をサウンドドラマ化して放送している。
ふつおた
番組やラジオドラマの感想やパーソナリティーへの質問などのコーナー。

## 連続ラジオドラマ『楽園のうた』
鈴藤みわ原作のボーイズラブ小説作品。2009年11月26日に、フロンティアワークスよりドラマCD、祥伝社より書籍が発売された。
書籍のアニメイト限定版はWカバー仕様になっている。
イラストはCD、書籍ともカズアキが担当している。
2巻は2010年2月24日にドラマCDと書籍の同時発売も決定した。
- 放送期間：2009年4月18日- 2009年6月27日、全11話（第1章）

### あらすじ
ある日、那智は偶然、妹の梨夢が人気アイドル・KIXの歌詞募集に、自分が書いた絶望の詩を勝手に応募された事実を知ってしまう。
歌詞を変えられた事に怒った那智はヴォーカルの神に、自らの詩をバカにする様な文句のメールを送り…。

### キャスト
- 笹本那智：神谷浩史
- 栗栖神：緑川光
- 飯田賢悟：森久保祥太郎
- 楠木遥：高城元気
- 月島彰：平川大輔
- 笹本梨夢：後藤麻衣
- 真壁渚：天野由梨
- 桜庭豪：安元洋貴
- 藤崎一弥：寺島拓篤

### 挿入歌
- 『Pandora -save your heart-』

歌：KIX starring 緑川光

## 放送リスト
| 放送回 | 放送日        | 配信日        | サブタイトル                                       |
| ------ | ------------- | ------------- | -------------------------------------------------- |
| 第1回  | 2009年4月11日 | 2009年4月15日 | 大浴場の中、先輩と2人で新番組!?                    |
| 第2回  | 2009年4月18日 | 2009年4月22日 | 戦場にて愛する2人☆ ドラマ『楽園のうた』もスタート! |
| 第3回  | 2009年4月25日 | 2009年4月29日 | リーマン×リーマンで、熱いナニかが!?                |
| 第4回  | 2009年5月2日  | 2009年5月7日  | お前は、ボクのオモチャになればいいの!              |
| 第5回  | 2009年5月9日  | 2009年5月13日 | 愛されていたいんだ! こうすると上手くいくよ☆        |
| 第6回  | 2009年5月16日 | 2009年5月20日 | ふっくらしているな! ナイスおっぱい!                |
| 第7回  | 2009年5月23日 | 2009年5月27日 | デジタル拓篤×アナログ祥太郎                        |
| 第8回  | 2009年5月30日 | 2009年6月3日  | エクチュクドはノープランで、グダ☆カミ♪             |
| 第9回  | 2009年6月6日  | 2009年6月10日 | 小説大賞・受賞作家さんに聞いてみよう♪              |
| 第10回 | 2009年6月13日 | 2009年6月17日 | トランジスタって何ですかぁ!? らいかーおっぱい!     |
| 第11回 | 2009年6月20日 | 2009年6月24日 | 梅雨だからしっとり…ボーイズLOVE                    |
| 第12回 | 2009年6月27日 | 2009年7月1日  | 8人の王子サマ☆                                     |
| 第13回 | 2009年7月4日  | 2009年7月8日  | 最終回。さよなら、想い出（涙）                     |